# Pantere Nere
Pantere Nere o ufficialmente il Black Panther Party (originariamente chiamato Black Panther Party for Self-Defence) è stata una storica organizzazione politica afroamericana degli Stati Uniti d'America.
Il simbolo, la pantera nera, deriva dalla preesistente "Organizzazione per la libertà della contea di Lowndes", in seno alla quale i membri iniziarono a organizzarsi politicamente.

## Storia
L'organizzazione fu fondata ufficialmente a Oakland (California) nel 1966, per iniziativa di due ex-compagni di scuola, Huey P. Newton e Bobby Seale e il suo primo membro ufficiale fu il sedicenne Bobby Hutton. L'obiettivo dei due fondatori era di sviluppare ulteriormente il movimento di liberazione degli afroamericani fino ad allora pesantemente discriminati, socialmente, politicamente e legislativamente. Il movimento di liberazione stava conoscendo negli anni sessanta un rapido sviluppo grazie all'opera di attivisti come Malcolm X e Martin Luther King. Grosso risalto per l'organizzazione in occasione dei Giochi olimpici di Città del Messico 1968, quando i due velocisti neri Tommie Smith e John Carlos con pugni chiusi e mano guantata di nero (simbolo della lotta delle Black Panthers), ricevevano le loro medaglie restando immobili sul podio dei vincitori. I due atleti neri ebbero la solidarietà di molti atleti bianchi quando le autorità sportive, ritenendo fuori luogo il gesto, li sospesero dalla squadra americana con effetto immediato e li espulsero dal villaggio olimpico.
La peculiarità delle Pantere fu quella di rifiutare le istanze nonviolente e integrazioniste di King, a loro avviso inefficaci e addirittura motivate da una nascosta collusione con le strutture di potere dei bianchi. Al principio della nonviolenza le Pantere sostituirono quello dell'autodifesa (self-defence) come strumento di lotta fondamentale. In particolare, cominciarono a praticare il "Patrolling". Questo consisteva nel pattugliare, tenendo sempre le armi in bella vista, le azioni della polizia, in modo da condizionarne l'operato, impedendo che questa abusasse del suo potere contro le persone di colore che fermava.
Altra peculiarità del Black Panther Party fu la lettura della discriminazione dei neri all'interno di un'ottica marxista-leninista di lotta di classe, e quindi di opposizione alla struttura capitalistica della società statunitense.
Alla fine degli anni sessanta del XX secolo, l'organizzazione divenne famosa nella scena politica nazionale statunitense ottenendo anche una notevole considerazione all'estero, fino a quando, a causa di divisioni interne e repressione da parte del governo, cominciò la sua parabola discendente.
Nel 1989 è nato a Dallas, in Texas, il New Black Panther Party, ma come hanno tenuto più volte a ribadire ex membri delle Pantere Nere, il nuovo partito sarebbe illegittimo e "non è il nuovo partito delle Pantere Nere".

## Punti dell'organizzazione delle pantere nere

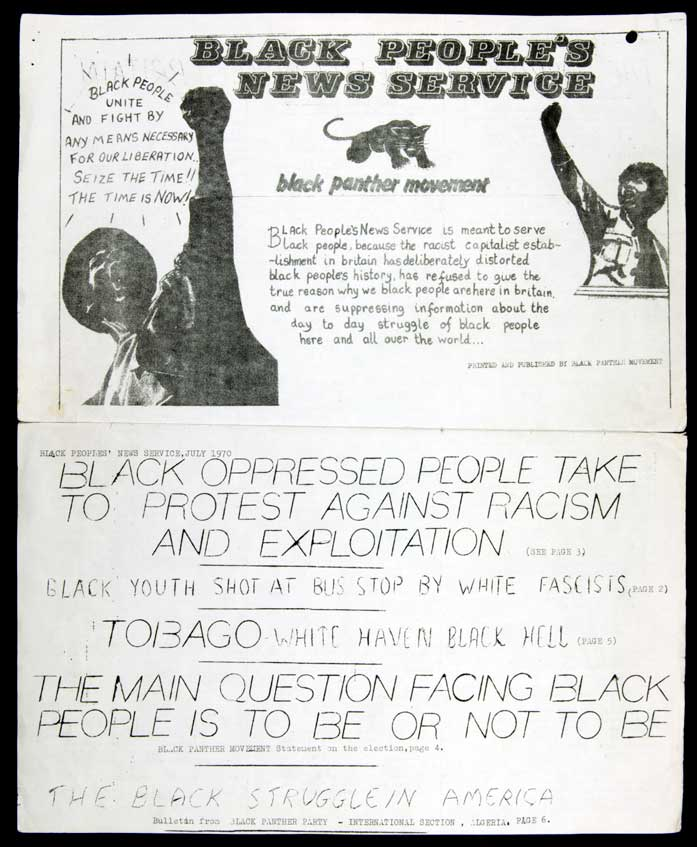
Giornale di propaganda negli anni del 1960 circa

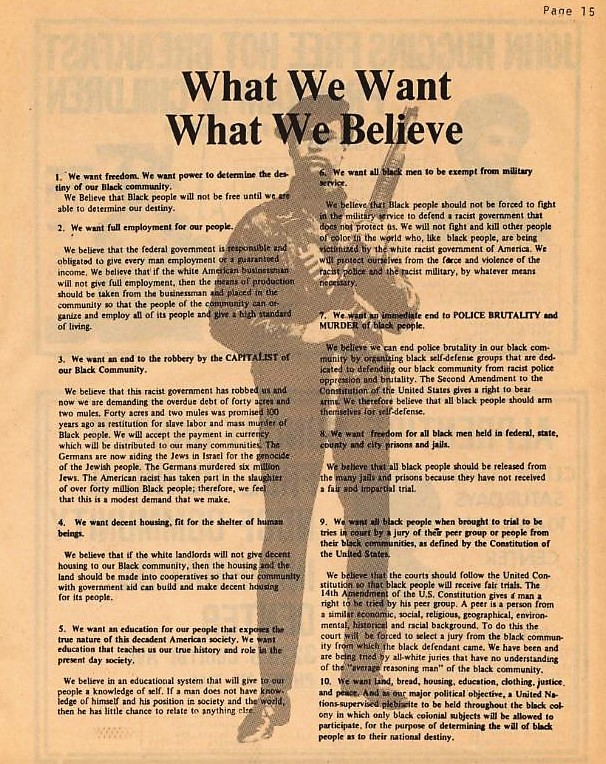
L'originale programma politico delle Pantere Nere

Il partito nacque sulla base di dieci punti programmatici (il ten point plan, "piano dei dieci punti"). Questi punti erano così descritti nello statuto dell'organizzazione:
1. Vogliamo la libertà, vogliamo il potere di determinare il destino della nostra comunità nera
2. Vogliamo piena occupazione per la nostra gente
3. Vogliamo la fine della rapina della nostra comunità nera da parte dei capitalisti
4. Vogliamo abitazioni decenti, adatte a esseri umani
5. Vogliamo per la nostra gente un'istruzione che smascheri la vera natura di questa società americana decadente. Vogliamo un'istruzione che ci insegni la nostra vera storia e il nostro ruolo nella società attuale
6. Vogliamo che tutti gli uomini neri siano esentati dal servizio militare
7. Vogliamo la fine immediata della brutalità della polizia e dell'assassinio della gente nera
8. Vogliamo la libertà per tutti gli uomini neri detenuti nelle prigioni e nelle carceri federali, statali, di contea e municipali
9. Vogliamo che tutta la gente nera rinviata a giudizio sia giudicata in tribunale da una giuria di loro pari o da gente delle comunità nere, come è previsto dalla costituzione degli Stati Uniti
10. Vogliamo terra, pane, abitazioni, istruzione, vestiti, giustizia e pace

Oltre a questi punti, il Partito sviluppò, attraverso specifiche campagne, una strategia di radicamento sociale che fu, più che il possesso delle armi, la vera chiave di volta della loro lotta politica e il nucleo della strategia dell'autodifesa. Nacquero così diversi programmi a favore delle comunità, come il Free Breakfast for Children (programma di colazioni gratuite per i bambini neri), il programma di assistenza sanitaria gratuita per i neri, e le scuole di educazione politica per gli adulti. Inoltre le pantere nere provvedevano ad accompagnare i parenti dei detenuti di colore che avevano l'impossibilità di muoversi autonomamente e con i mezzi pubblici alle carceri tramite un vero e proprio servizio di trasporti.
La repressione governativa però non tardò a farsi sentire. Il movimento entrò nel mirino di Edgar Hoover e dell'FBI, che iniziò a operare per smantellarlo attraverso l'infiltrazione di agenti sotto copertura, blitz nelle sedi del movimento, arresti e altre forme di repressione. Famoso, a tal proposito, fu l'assassinio di Fred Hampton, uno dei leader del movimento, il 4 dicembre 1969. La repressione divise il partito, che finì per dissolversi; i militanti intrapresero altre e diverse forme di lotta, dalla lotta armata a posizioni più moderate.
Pur nella sconfitta, le Pantere segnarono la storia contemporanea della società americana. Figure come quelle di Bobby Seale, Huey P. Newton, George Jackson, Angela Davis e altri divennero simboli della rivolta contro la discriminazione razziale e dell'emancipazione degli afroamericani.

## Nei media
- Black Panthers (1968), regia di Agnès Varda
- Panther (1995), regia di Mario Van Peebles
- Il processo ai Chicago 7 (The Trial of the Chicago 7), regia di Aaron Sorkin (2020)
- Judas and the Black Messiah, regia di Shaka King (2021)